# Находка (бывший посёлок)
Находка — бывший посёлок в Приморском крае. Впервые упомянут в 1910 году. В 1950 году преобразован в город Находку.
В начале XX века здесь существовало урочище «Находка-Пристань» (Сучанская дача). 31 октября 1910 года упоминается «Находка — посёлок при пароходной пристани», в котором имелось около 20 домов. В 1918 году посёлок состоял из таможенной заставы и других строений; вблизи посёлка на берегах бухты располагались семь хуторов и около 200 «инородческих» фанз. В 1926 году посёлок «Находка I бухта» по численности населения в бухте Находка уступал хутору Томбанза (бывш. Лисунова) и селению Находка II бухта. В начале 1930-х годов «деревня» Находка имела около 50 дворов, располагавшихся на возвышенности; на месте здания управления Торгового порта находились склады.
16 июня 1940 года населённому пункту при бухте Находка присвоено наименование «рабочий посёлок Находка». 9 сентября 1944 года образован Находкинский район с центром в рабочем посёлке Находка. 18 мая 1950 года образован город Находка краевого подчинения.

## Дореволюционный период

### Местность до образования посёлка Находка
После запуска в 1896 году Сучанского каменноугольного рудника для нужд Сибирской флотилии бухта Находка использовалась как якорная стоянка для судов, выполнявших рейсы между Владивостоком и Сучаном. В 1897 году владелец морского пароходства М. Г. Шевелёв построил в бухте Находка для надобностей пароходства деревянное здание, служившее морским вокзалом и складом для грузов.
Гидрограф Иванов-3 в 1898 году сообщал, что на северном берегу бухты Находка «в разстоянии 5 кабельтовых к SW-у от мыса Шефнера, находится деревянный охотничий дом, принадлежащий купцу Шевелёву. Там же сохранились следы построек Удельного ведомства и имеется несколько забытых могил первых пионеров».

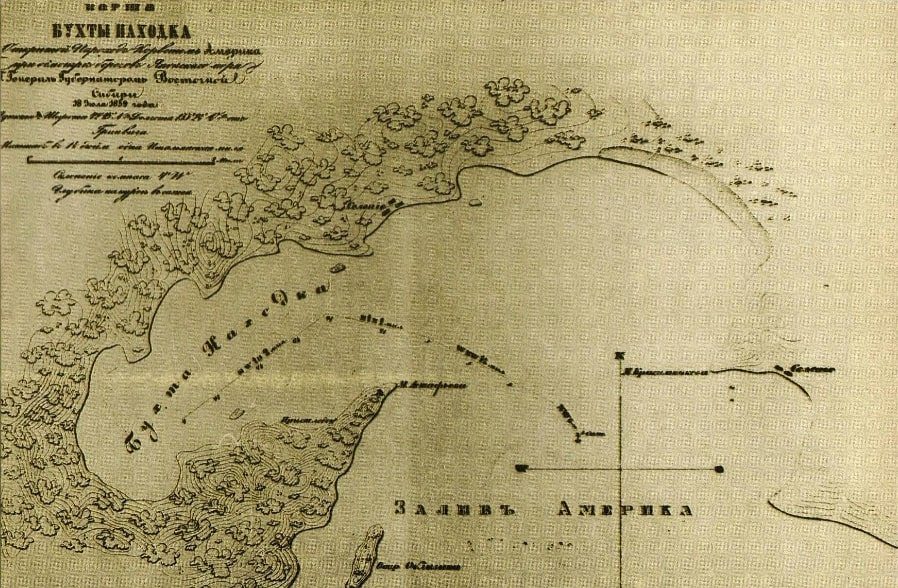
Селение в бухте у мыса Шефнера на карте, составленной моряками «Америки» (1859)
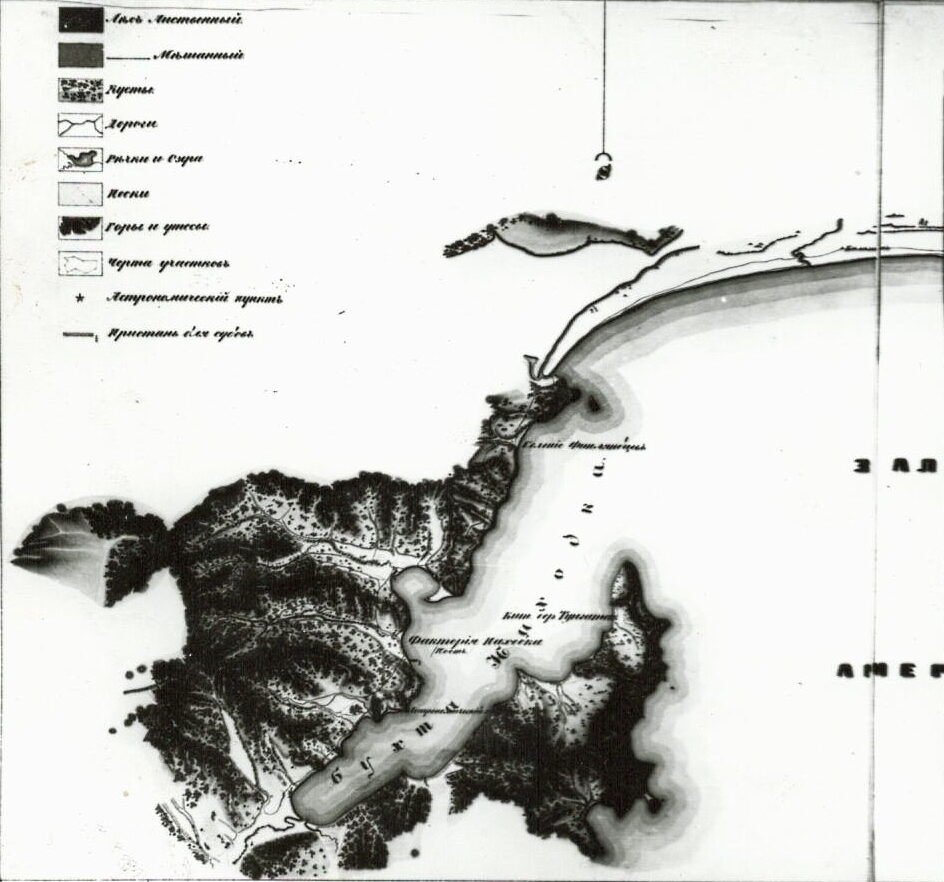
Селение финляндцев (ок. 1870)
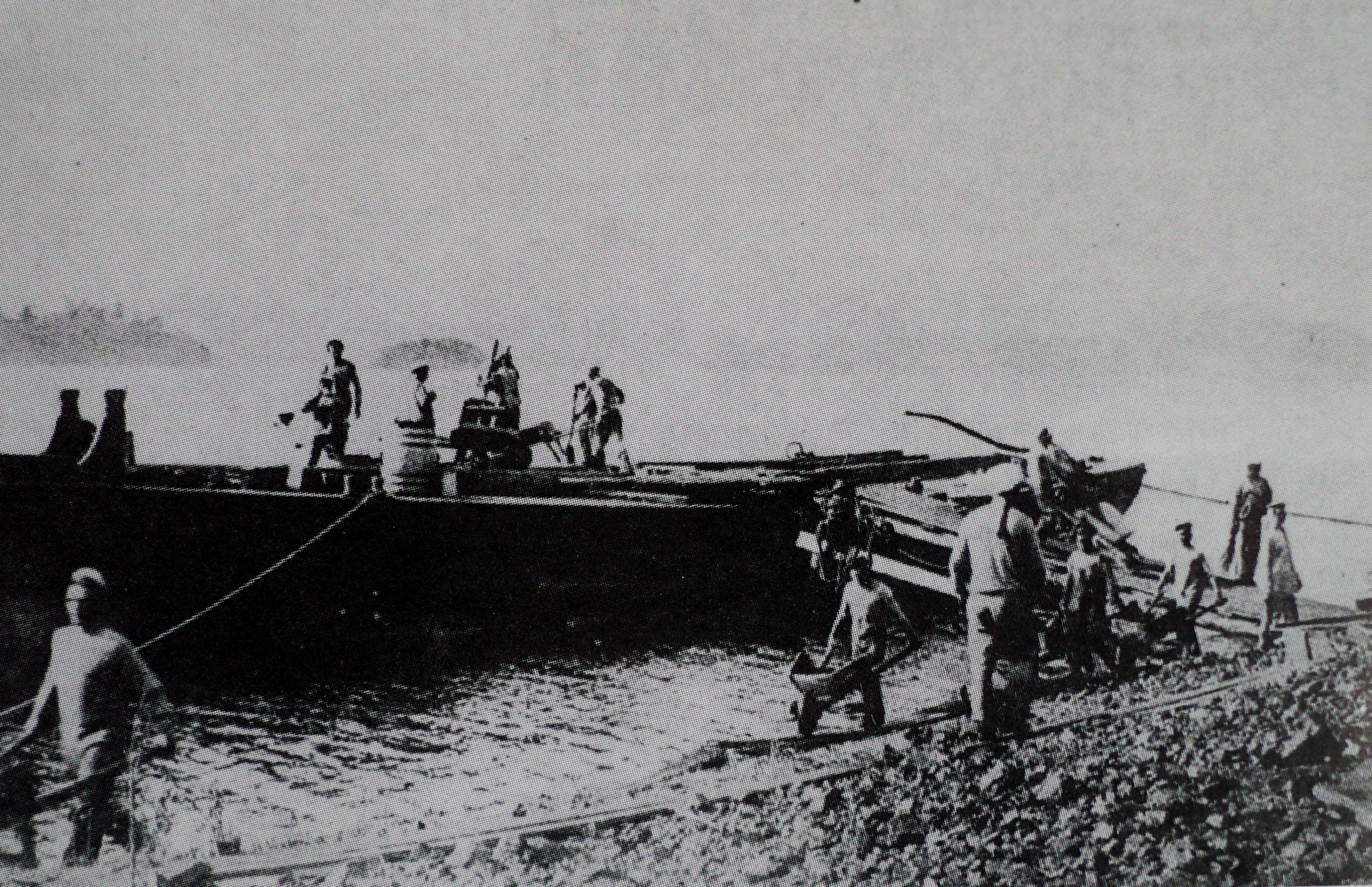
Погрузка угля в Находке (1893)

### Начало XX века
Александр Михайлович Клиентак с 1906 года проживал в урочище бухты Находка, в 1910 году проживал на пристани в бухте Находка (занимался сельским хозяйством). За свой участок Клиентак ежегодно платил аренду.
2 мая 1909 года в бухте Находка учреждён таможенный пост. Первым смотрителем таможни был Иван Иванович Жуков. 30 июня 1909 года начальник Приамурского таможенного округа С. Н. Латкин сообщал в Департамент таможенных сборов о передаче под таможенный пост правлением Сучанских копей принадлежащей ему казармы в бухте Находка (в четырёх верстах от побережья за сопками). Помещение казармы нуждалось в серьёзном ремонте. Латкин предлагал отказаться от помещения казарм, так как таможенный пост целесообразно было размещать ближе к пристани. 31 мая 1910 года Сучанским лесничеством был передан во временное пользование таможенному ведомству для устройства поста участок в урочище Находка-пристань (Сучанская дача). 20 июня 1911 года сучанский лесничий Пак сообщал в Приамурское Управление Госимуществ: «…Пристань и склад для Сучанского угля предполагалось устроить с правой стороны в так называемой Удельной Пади, где 7—8 лет назад Сучанский рудник выстроил жилое помещение… Выстроенный во 2-й удельной больших размеров дом Министерством торговли передан Министерству финансов, и ныне остатки дома перевозятся в Находку-Пристань для перестройки из него жилого дома для Находкинского Таможенного поста на участок, переданный Таможенному ведомству по Высочайшему повелению. Таким образом, вопрос о доставке угля морским путём через бухту Находка окончательно ликвидирован, и с этой стороны Находка-Пристань была свободна и осталась такою же».
25 мая 1910 года крестьянин Сергей Павлович Богданов обратился с прошением к лесничему Сучанского участка по вопросу предоставления ему в долгосрочную аренду земли в урочище «Находка-Пристань», где он хотел обустроить сад, огород и жилую постройку со службами. 31 мая 1910 года крестьянин Альфред Берг просил лесничего Сучанского участка предоставить ему в долгосрочную аренду участок у пристани в бухте Находка, которым он владел уже 10 лет, для устройства домохозяйства и огородничества. 5 июня 1910 года подпоручик Д. Юдин просил в долгосрочную аренду землю у бухты Находка. По оценочной ведомости участок располагался у пристани в бухте Находка. Из заявления подпоручика Давида Никоновича Юдина за 1913 год по званию он был подпоручик запаса 1-й Восточно-Сибирской стрелковой дивизии. 9 июня 1910 года Вернер Кастарович Сакне обратился к лесничему Сучанского участка с просьбой об отводе в долгосрочную аренду участка при бухте Находка: «Четверть десятины занимает Торговое предприятие и имею в собственности дом».
Из документа от 31 октября 1910 года: «…Находка — посёлок при пароходной пристани на берегу того же имени. Образовалась, она, когда Сучанская железная дорога не была проведена, и все грузы на Сучанский рудник шли через Находку. С проведением названной дороги развитие посёлка затормозилось и в недалеком будущем, по-видимому, остановится, если попытка пароходства гр. Кейзерлинга доставлять
грузы и пассажиров с пароходов во Владимиро-Александровское на катерах будет иметь успех. Однако, если стремление администрации Сучанского рудника соединить последнюю с Находкой и железнодорожным путём получат осуществление, то даст толчок к развитию поселка… В настоящее время в нём имеется около 2-х десятков домов, построенных на арендованной у казны земле. Жители занимаются рыболовством, перевозкой пассажиров и грузов и проч…».

### Образование посёлка Находка
1 октября 1911 года на совещании под председательством Управляющего Государственными Имуществами Приамурского края П. И. Делле при участии смотрителя рыболовства Юго-западного района В. Г. Недлера, лесничего Сучанского лесничества С. У. Пак и исполняющего обязанности помощника лесничего В. В. Корунова по вопросу об образовании посёлка у пристани «Бухта Находка» заключили: «а) сдавать усадебные участки в аренду по распланировке, составленной Сучанским Лесничеством на срок 12 лет… б) арендная плата установлена ½ коп. за квадратный сажень».
Арендуемые участки в бухте Находка на 13 января 1912 года
| Участки       | Сведения об участке, арендаторе |
| ------------- | --- |
| № 1           | Арендуется в течение 10 лет крестьянином Михаилом Шестаковым.                                                                             |
| № 25          | Арендуется крестьянином Вернер Сакне. |
| № 27, 45 и 55 | Пять лет арендует крестьянин Александр Клиентак.                                                                                          |
| № 52          | 10 лет арендует крестьянин Альфред Берг.                                                                                                  |
| № 43          | 5 лет арендует подпоручик запаса Юдин. На участке имеется 3 жилых помещения и надворные постройки, 40 ульев с пчелами и 100 пустых колод. |
| № 44          | Арендуется несколько лет крестьянином Яковом Степановым. На участке имеется жилой дом и хозяйственные постройки, распахан огород.         |
| № 62 и № 63   | 6 лет арендует прапорщик запаса Спиридон Макарчук.                                                                                        |
| № 46          | Четвёртый год арендует крестьянин Павел Глупаков. На участке имеется жилой дом, разработан огород.                                        |
| № 67          | Третий год арендует крестьянин Василий Герасимов.                                                                                         |
| № 25 и № 31   | В течение четырех лет арендует крестьянин Иван Долгаль. Им заготовлен лесной материал для постройки.                                      |
| № 47, № 57    | Дворянин Сидорин — владелец известковых печей.                                                                                            |

На 24 февраля 1912 года при бухте Находка проживали: Альфред Берг, Василий Герасимов, Павел Глушак, Александр Клиентак, Спиридон Макарчук, Вернер Сакне, Стефан Степанов, Карл Фельберг и Давыд Юдин. Самым богатыми жителями были Клиентак и Юдин: у них были дома на каменном фундаменте за 1000 рублей. В 1913 году надзирателем таможенного поста в бухте Находка был Василий Павлович Тарелкин.
Из «Ведомости казенно-оброчных статей, свободных земель и иных угодий, на сдачу которых в аренду с торгов и на введение в оклад испрашивается разрешение» 1913 года: «Вновь образованный посёлок находится в Приморской области Ольгинского уезда Сучанской волости Сучанского лесничества на берегу бухты Находка в заливе Америка». Образованный посёлок предположительно назвать посёлок «Находка»".
Земельные участки по сведениям 1913 года
| Участки               | Сведения об участке, арендаторе                                                               |
| --------------------- | --------------------------------------------------------------------------------------------- |
| № 3                   | Арендует Спиридон Макарчук.                                                                   |
| № 4                   | Оставлен для рыбной стражи для размещения рыбного надзора.                                    |
| № 7, № 8, № 19 и № 42 | Арендуется Фельдбергом.                                                                       |
| № 19                  | Устроен пивной завод.                                                                         |
| № 17, № 20 и № 21     | Арендуется дворянином Гаврилом Сидориным.                                                     |
| № 33                  | Арендуется Василием Герасимовым.                                                              |
| № 34                  | Отведён под таможенный пост.                                                                  |
| № 35                  | Отведён Павлу Глупакову.                                                                      |
| № 37 и № 38           | Отведены Александру Клиентаку.                                                                |
| № 39                  | Отведён Якову Степанову.                                                                      |
| № 43                  | Высочайше разрешён к продаже Юдину.                                                           |
| № 44                  | У Альфреда Берг.                                                                              |
| № 47                  | Запрошен Александром Терновским.                                                              |
| № 67                  | Арендуется Иваном Долгаль.                                                                    |
| № 69                  | Арендуется Фёдором Мартыновичем Ган.                                                          |
| № 93                  | У Бориса Дей.                                                                                 |
| № 94                  | У В. К. Сакне.                                                                                |
| № 100                 | Оставлен под площадь и устройство складов, рынки и другие учреждения общественного характера. |
| № 101                 | Под площадь для будущих общественных нужд: почты, школы, церкви и др.                         |
| № 102                 | Оставлен свободным под устройство кладбища.                                                   |

Из обращения жителей бухты Находка в Приамурское Управление Государственных имуществ в ноябре 1913 года: «…пароходы линии Владивосток — Находка прибывали в Находку вечером, в день выхода из города, и
здесь ночевали… В н. вр. единственный сухопутный путь из Находки — дорога к селу Владимиро-Александровское пришла в совершенную негодность. Мост возле Находки два года тому назад разрушен и объезд речки в тихую погоду и при малой воде совершается в объезд по бухте по условным створным знакам… Пароходы линии Владивосток — Находка заходят в Находку лишь на обратном пути и то на 20 минут, зимою не заходят. Представленные причины отняли у Находки всякое значение промышленного пункта, для сельского хозяйства горная местность и малые (в ¼ дес.) участки не пригодны».
Из Военной энциклопедии за 1914 год: «…В настоящее время в месте Находка до 500 человек жителей, пивной завод и рыбный промысел. Срочные товаропассажирские рейсы (2 раза в неделю) пароходства гр. Кейзерлинга во Владивосток. Грузооборот незначителен. Ввоз преимущественно бакалейных товаров, муки и соли, вывоз рыбы и леса… Предполагается устроить вывозной порт». В 1915 году таможенный пост преобразован в таможенной заставу, осуществлявшую надзор за рыбалками в бухте Находка и заливе Америка. Здание таможни стояло на месте городской площади. К деревянной пристани иногда причаливали пароходы, чтобы принять бочки с рыбой. По воспоминаниям старожилов, на месте управления Торгового порта находилась усадьба Э. И. Саклина, который занимался ловлей рыбы. В 1926 году Саклины были раскулачены и высланы, их имущество передано в рыболовецкую артель. По воспоминаниям К. Костыриной, на месте Центральной площади стоял дом Клиентака, рядом с ним жил Елисей Макарчук. Дома эти снесли, когда пробивали штольню в сопке для железной дороги. Там, где позднее построили Буревестник, жил кореец Нигай, недалеко от него находилась усадьба Саклина.
В 1917 году в посёлке городского типа Находка проживал 121 человек, в том числе 74 мужчины и 47 женщин. Согласно сведениям за 1917 год: «На северном берегу бухты Находка расположен посёлок городского типа „Находка“».
Из архивного документа: «Жизни в этом посёлке ни в настоящее время, ни до войны не было и нельзя ожидать её также в будущем, так как все подобного рода посёлки могут развиваться и достигнуть цветущего состояния и хозяйственного благополучия только при условии или добычи (соседства) естественных богатств, или наличия вблизи промышленных предприятий, или, наконец, при тяготении к ним ближайших селений. Но ни одного из перечисленных факторов здесь на лицо не имеется. С созданием железной дороги от Сучанского каменно-угольного рудника до Находки может привлечь сюда засельщиков. Никто из арендаторов казённооброчных статей лично сельским хозяйством не занимается. Вся их деятельность в отношении статей сводится к сдаче в аренду земли корейцам на получении от них оброка. Такая же самая
картина наблюдается и на служебных наделах лесной стражи». По воспоминаниям старожила Американки П. М. Кривоносова, корейцам землю не давали. Наделы выделялись русским подданным. На своих волах корейцы разрабатывали землю, а потом у них её отбирали и отдавали поселенцам, у которых разрасталась семья.
По документу от 6 февраля 1917 года в посёлке городского типа Находка имели участки: крестьяне Спиридон Макарчук (находился на военной службе), Павел Глупак и Василий Герасимов; Яков Степанов, Александр Клиентак, Давид Юдин (находился на войне), Альфред Берг (дом пустой).
Оброчные статьи на юге полуострова Трудный (1910—1920-годы)
| Название оброчной статьи      | Сведения об арендаторе |
| ----------------------------- | --- |
| Находкинская № 185/5          | В аренде у капитана 1-го разряда Фельдберга от 6 ноября 1910 года на 24 года.                                                         |
| Находкинская № 8              | 20 июня 1911 года запрошена в аренду сроком на 12 лет.                                                                                |
| Находкинская                  | 29 июня 1911 запрошена штабс-капитаном Станиславом Ивановичем Либером на 12 лет.                                                      |
| Чудзагоу № 1                  | 1911 год. |
| Чудзагоу № 2                  | 1911 год. |
| Статья № 42                   | Согласно документу от 11 ноября 1913 года у Фельдберга построен пивоваренный завод.                                                   |
| Тихангоу                      | 1 января 1914 года сдана Александру Клиентак, тогда же ему предложено немедленно удалить со статьи всех иностранцев и жёлтых рабочих. |
| Американский № 1              | Отведена в 1912/1913 году площадью 84,10 десятины товариществу «Федечкин», построен консервный (рыбный) завод.                        |
| Американский № 2              | Отведена в 1912/1913 году площадью 32,4 десятины Василию Герасимову.                                                                  |
| Американский № 3              | Отведена в 1912/1913 году площадью 133,3 десятины, оставалась свободной.                                                              |
| Американский № 4              | Отведена в 1912/1913 году площадью 203,8 десятины, оставалась свободной.                                                              |
| Американский № 5              | Отведена в 1912/1913 году площадью 52,26 Спиридону Макарчуку.                                                                         |
| Американский № 6              | Отведена в 1912/1913 году площадью 111,7 десятин, оставалась свободной.                                                               |
| Вызыгоу                       | Отведена в 1912/1913 году площадью 45,17 десятин Хагемейеру.                                                                          |
| Верхне-Находка № 1            | Отведена в 1912/1913 году площадью 174,24 десятины, оставалась свободной.                                                             |
| Лихачёв                       | Отведена в 1912/1913 году площадью 200 десятин Эрентраунту.                                                                           |
| Лянчихе                       | Отведена в 1912/1913 году площадью 9 десятин Николаю Костырину.                                                                       |
| Нижне-Находка                 | Отведена в 1912/1913 году площадью 170,16 десятин, оставалась свободной.                                                              |
| Верхне-Находка № 2            | Отведена в 1912/1913 году площадью 107,28 десятин Денису Марчуку.                                                                     |
| Преображенский № 1            | Отведена в 1912/1913 году площадью 95,44 десятин Эрентраунту.                                                                         |
| Преображенский № 2            | Отведена в 1912/1913 году площадью 95,42 десятин Эрентраунту.                                                                         |
| Тихонгоу                      | Отведена в 1912/1913 году площадью 365 десятин Александру Клиентаку.                                                                  |
| Чужигоу № 1                   | Отведена в 1912/1913 году площадью 20 десятин Ин. Хагемейеру.                                                                         |
| Чужигоу № 2                   | Отведена в 1912/1913 году площадью 80 десятин Ник. Хагемейеру.                                                                        |
| Чудзигоу № 1                  | Отведена в 1912/1913 году площадью 112,8 десятин Ник. Хагемейеру.                                                                     |
| Зорька № 2                    | Отведена в 1912/1913 году площадью 44,22 десятины Михаилу Шестакову.                                                                  |
| Прибрежная № 1                | По картам за 1920-е годы. |
| Прибрежная № 2                | По картам за 1920-е годы. |
| Лянгуай № 1                   | По картам за 1920-е годы. |
| Лянгуай № 2                   | По картам за 1920-е годы. |
| Лянгуай № 3                   | По картам за 1920-е годы. |
| Верхняя Находка               | По картам за 1920-е годы. |
| Матросский (бухта Матросская) | По картам за 1920-е годы. |
| Вызыгоу № 1                   | По картам за 1920-е годы. |
| Вызыгоу № 2                   | По картам за 1920-е годы. |
| Соявай                        | По картам за 1920-е годы. |
| Озерок (бухта Озерок)         | По картам за 1920-е годы. |

### Место расположения посёлка
На схеме-чертеже расположения посёлка (1915) посёлок Находка располагался в районе Моручилища.
По сведениям за 1917 год: «На северном берегу бухты Находка расположен посёлок городского типа Находка». От поселка к югу вдоль всего побережья полуострова отведены в 1912—1913 годах 20 казённых оброчных статей и служебные наделы служащих Сучанского лесничества. На схеме-чертеже заселения бухты Находка (1917): поселок Находка показан у мыса Шефнера. На чертеже расположения усадеб в поселке Находка (1917) участки посёлка располагались у таможенной заставы.

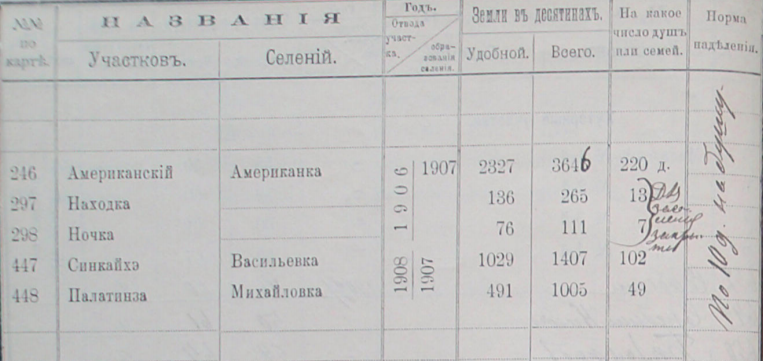
Участки Американский и Находка в Южно-Уссурийском уезде (1909)
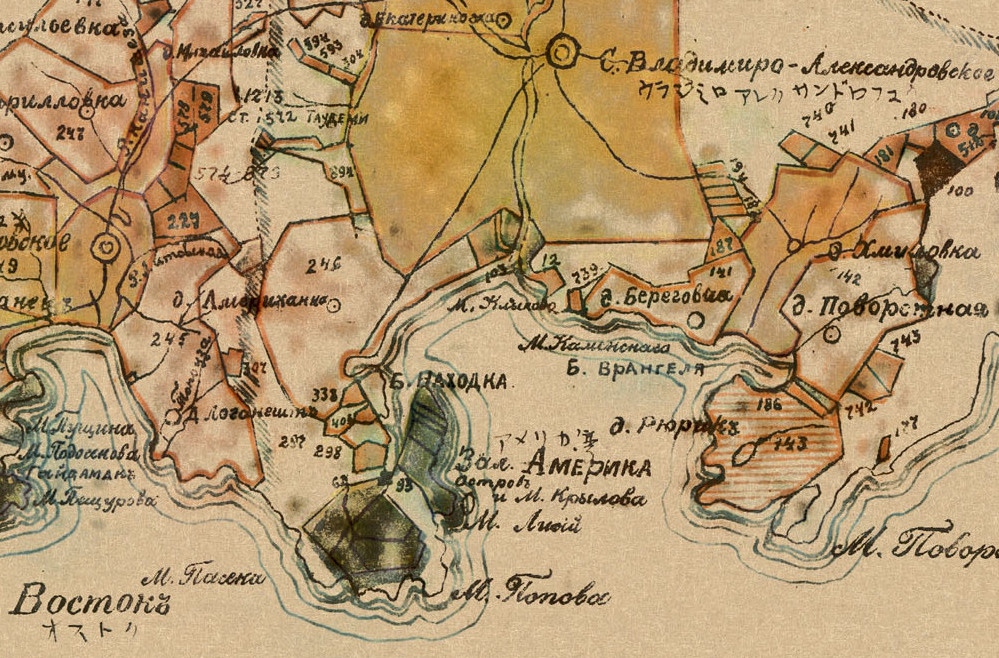
Оброчные статьи, обозначенные зелёным цветом (1917)
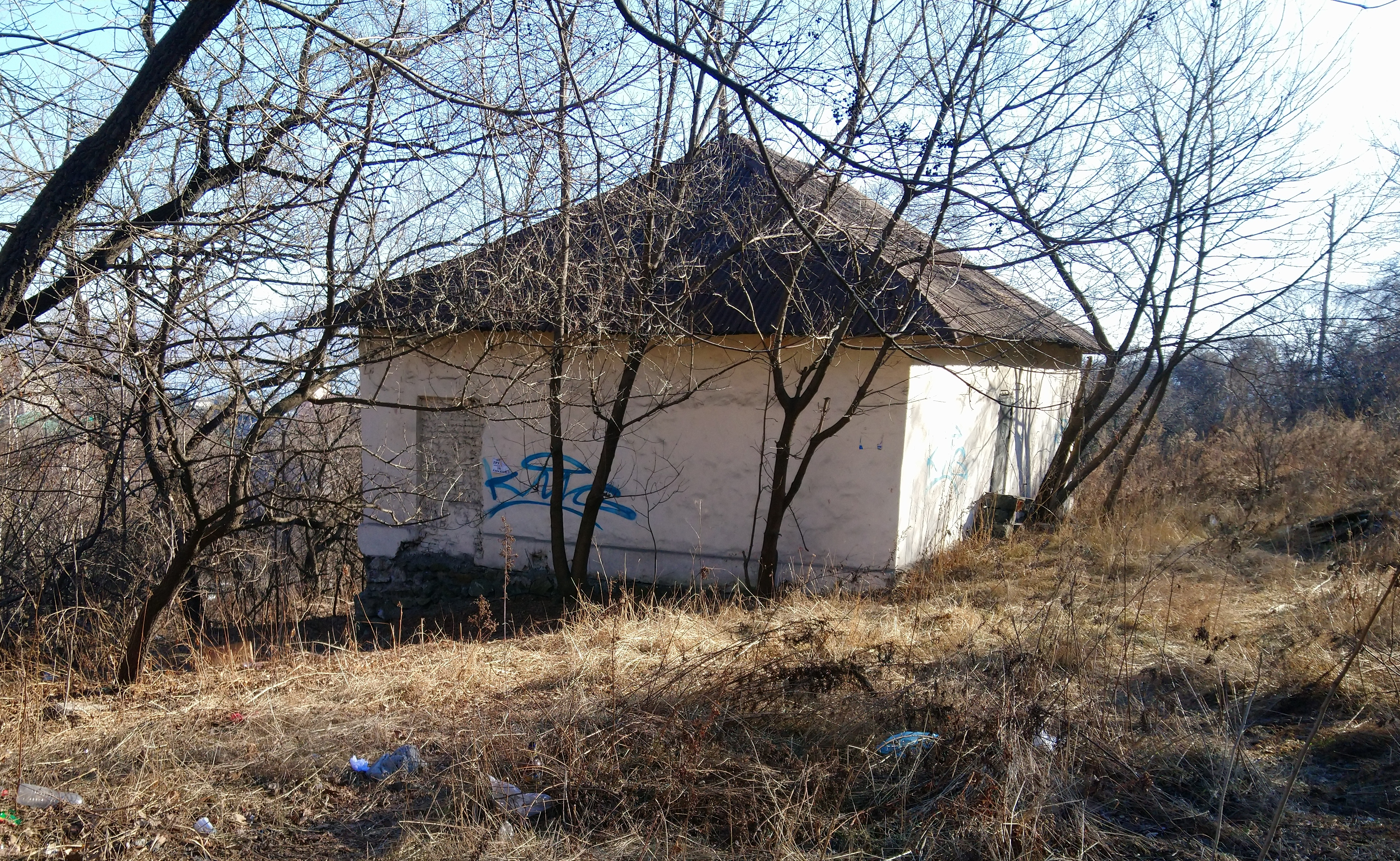
Дом Николая Николотова ниже остановки «Площадь Совершеннолетия»

## Советский период
Из документа заведующего переселенческим делом в Приморском районе от 6 марта 1918 года: «Посёлок „Находка“ образовался на усадебных оброчных участках, распланированных Управлением Государственных имуществ в 1912 г. и введенных в оклад согласно резолюции Приамурского Генерал-Губернатора 24 декабря 1913 г. На доклад Управления от 20 декабря того же года № 19810 Поселковое Управление в названном посёлке до революции не было введено, а засим возникло по-видимому явочным порядком».
По данным за 1918 год посёлок Находка состоял из таможенной заставы, пивоваренного завода, отделение смотрителя рыболовства и прочего. Вблизи посёлка на берегах бухты располагались семь хуторов и около 200 инородческих фанз. В 1918 году было образовано Правление находкинского посёлка городского типа, председателем которого был Д. Юдин. В 1923 году Юдина арестовали во Владивостоке.
В 1919 году в залив Америка вошёл корабль с каппелевцами. Высадившись на берег, каппелевцы после пыток расстреляли партизанского разведчика Василия Дудко, захватили в плен партизан села Кирилловка, а затем расстреляли их в овраге недалеко от дома Юдина. В 1919 году председателем Правления посёлка был А. Клиентак. Фамилии арендаторов усадеб в посёлке немного изменился. В 1923 году образованы Американский сельский совет, корейский находкинский сельский совет, состоявший из 373 дворов и 1613 человек. В 1924 году находкинская таможня размещалась в собственном доме. По переписи 1926 года в посёлке Находка 1 находилось 37 русских хозяйств. Среди хуторов Сучанского района за 1926 год числился хутор Находка (Степановка), состоявший из 45 хозяйств и 168 человек. В 1930-х годах появился колхоз «Находка» в Находке.
По воспоминаниям старожила Б. Романова: «В 1931 году молодых учителей г. Партизанска послали на работу в деревню Находку… Деревня в то время имела около 50 дворов, располагавшихся на возвышенности, где сейчас площадь горисполкома. Одна улица Деловая спускалась от вершины холма к устью реки Каменка и переходила в просёлочную дорогу, идущую на Сучанский рудник, другим концом дорога упиралась в скалу, где сейчас здание управления порта. Здесь стояло небольшое деревянное здание агентства Совторгфлота, несколько складов. Где сейчас выставочный зал Дальинторга, стоял небольшой домик — школа с одной классной комнатой. На берегу был „деловой центр“ Находки. На этот берег приходил пассажирский пароход из Владивостока. Он останавливался в 150—200 метрах от берега, кунгусом на берег перевозили пассажиров и груз. Жители деревни занимались в основном единоличным сельским хозяйством, ловлей рыбы у берега, продавали ее крестьянам окрестных сел». В посёлке Дальгосрыбтреста, располагавшегося на мысе Астафьева, жизнь была более оживлённой: там было больше молодёжи. Ещё одним обжитым уголком Находки была база «Дальлеса» (район морвокзала). До 1934 года берега бухты, за исключением деревни Находки, посёлка Дальгосрыбтреста и озера «пятачок», были пустынны.
Два раза в неделю из Владивостока в Находку ходил пассажирский пароход «Вьюга», который в 1936 году затонул.
16 июня 1940 года указом Президиума Верховного Совета РСФСР населённому пункту при бухте Находка Будённовского района присвоено наименование «рабочий посёлок Находка». Строительство рабочего посёлка осуществлялось по плану, разработанному Дальстроем.
9 сентября 1944 года указом Президиума Верховного Совета РСФСР образован Находкинский район с центром в рабочем посёлке Находка. 18 мая 1950 года указом Президиума Верховного Совета РСФСР Находкинский район был упразднён, образован город Находка краевого подчинения.